# 2010年聯合國氣候變化大會
2010年聯合國氣候變化大會是於2010年11月29日至12月10日在墨西哥坎昆舉行的「《聯合國氣候變化綱要公約》締約方第16次會議」，縮寫為「COP16」。這次會議亦是《京都議定書》簽字國第六次會議，縮寫為「CMP6」。

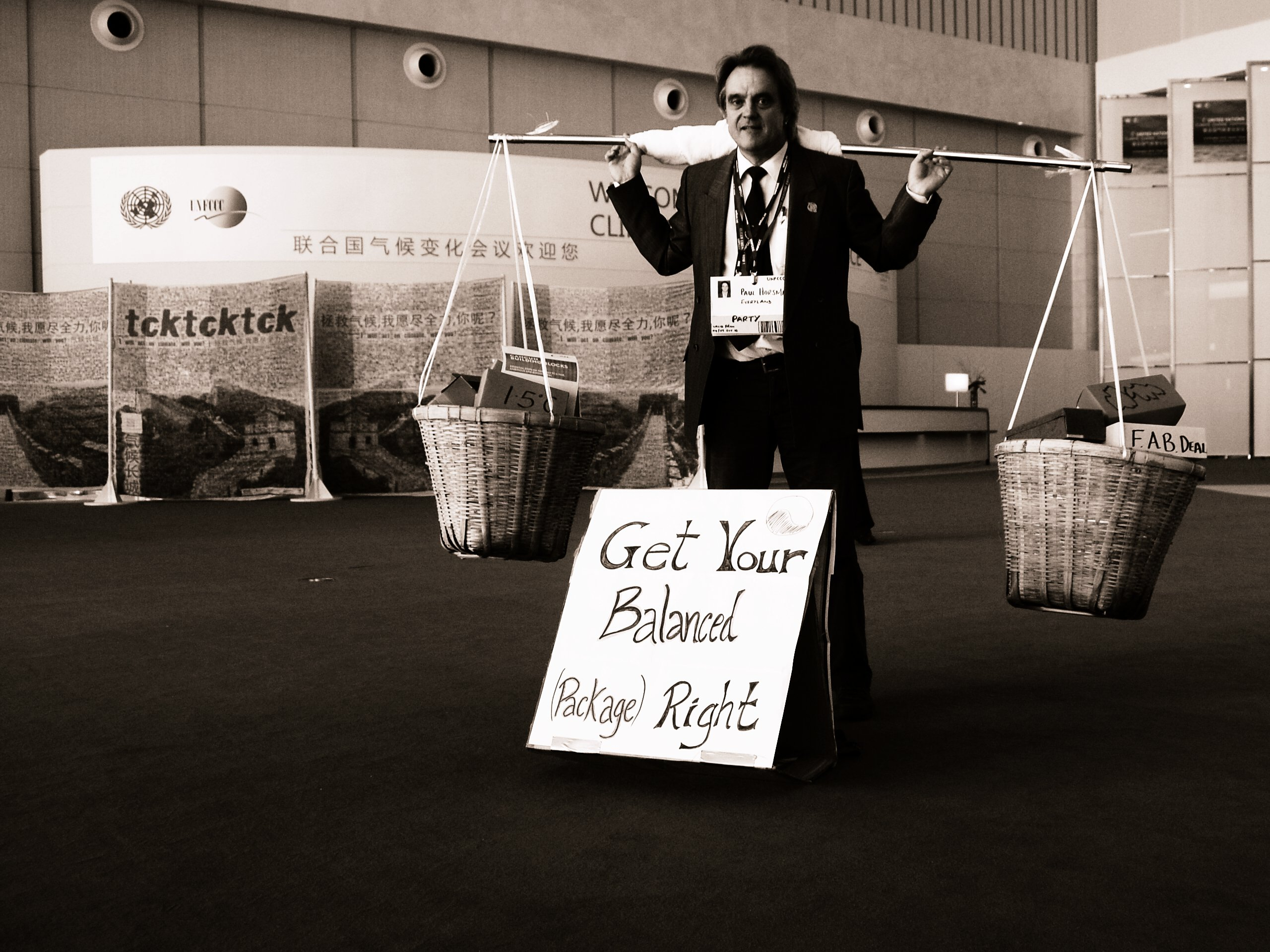
联合国气候天津谈判上对坎昆大会的诉求

## 背景
继不具备法律约束力的《哥本哈根协议》于2009年通过后，国际社会对本次会议的期望有所降低。2010年举办了四轮筹备谈判。前三轮分别于4月9日-11日、6月1日-11日、8月2日-6日在德国波恩举行。波恩谈判据报以失败告终。第四轮谈判在中国天津举行，会谈取得的进展甚微，中美两国甚至出现冲突。2010年11月10日的塔拉瓦气候变化大会上，《安博宣言》被澳大利亚、巴西、中国、古巴、斐济、日本、基里巴斯、马尔代夫、马绍尔群岛、新西兰、所罗门群岛和汤加采纳。该协议要求采取更多行动，预计在本次会议上提交。

## 预期

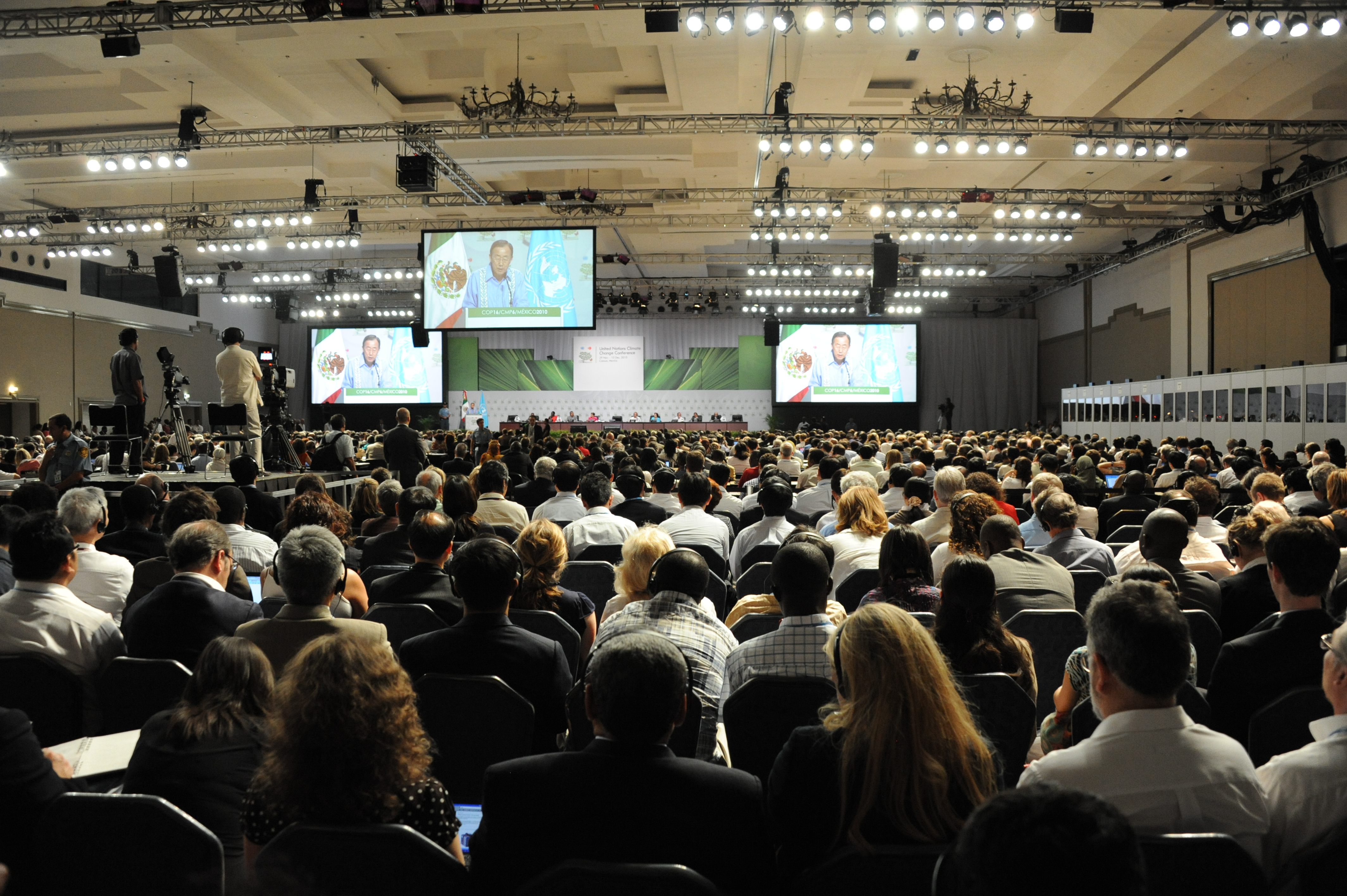
联合国秘书长潘基文在大厅发表演讲

2010年8月，潘基文表示，他怀疑成员国不会一次性达成一个“全球公认的全面协议”，而是会在日后逐步形成共识。
10月的天津对话后，联合国框架气候公约执行秘书克里斯蒂娜·菲格雷斯表示，“这个星期让我们朝着坎昆会议能够达成的一系列决策迈进了一步......它是世界目前社会和经济的最大转型。”
其他评论家对谈判表示积极的态度，称其为《坎昆协议》铺平道路。

## 外部連結
- （英文）聯合國氣候變化綱要公約首頁（页面存档备份，存于）
- “2010墨西哥坎昆联合国气候变化大会”专题（页面存档备份，存于）——中国网
- 坎昆气候大会专题——搜狐绿色－“寄望坎昆”－绿色频道（页面存档备份，存于）
- 坎昆气候大会专题——腾讯网（页面存档备份，存于）
- 坎昆气候大会专题——新浪网（页面存档备份，存于）
- 坎昆气候大会专题——凤凰网（页面存档备份，存于）
- 坎昆气候大会专题——国际在线（页面存档备份，存于）
- 坎昆气候大会专题——网易新闻（页面存档备份，存于）